# 853 a.C.
L'853 a.C. (DCCCLIII a.C. in numeri romani) è un anno  del IX secolo a.C.

## Eventi
- Battaglia di Qarqar, che segna l'interruzione dell'espansionismo assiro